# 鹿苑街道 (大同市)
鹿苑街道是中华人民共和国山西省大同市平城区下辖的一个街道。

## 建置沿革
- 2021年3月，设立鹿苑街道。以原北关街道的站东、北辰、同丰、北苑4个社区居委会，原北街街道的崇仁社区居委会，原新旺乡的先锋村委会，原马军营乡白马城村委会的行政区域为鹿苑街道的行政区域。[2]
- 2021年6月9日，按照人口和面积科学合理划分社区管理服务区域，优化调整后设2个村（白马城村、先锋村）5个社区（站东、北辰、同丰、北苑、崇仁）。[3]

## 行政区划
鹿苑街道下辖站东社区、北辰社区、同丰社区、北苑社区，崇仁社区居委会，先锋村委会，白马城村委会。